# Voshaaien
De Alopiidae is een familie uit de orde van de makreelhaaien (Lamniformes). De familie heeft één geslacht, Alopias. De geslachtsnaam Alopias (voshaaien) is ontleend aan het Griekse woord Alopex, dat vos betekent.

## Kenmerken
Bij voshaaien is het bovenste deel van de staartvin erg lang, soms even lang als de rest van het lichaam.
Die lange staartvin gebruiken ze soms om hun prooien te slaan

## Geslacht
- Alopias Rafinesque, 1810